# James Alexander junior
James Alexander Jr. (* 17. Oktober 1789 bei Delta, York County, Pennsylvania; † 5. September 1846 in McNabb, Illinois) war ein US-amerikanischer Politiker. Zwischen 1837 und 1839 vertrat er den Bundesstaat Ohio im US-Repräsentantenhaus.

## Werdegang
Im Jahr 1799 zog James Alexander mit seinem Vater in das Nordwestterritorium, wo sie sich im Belmont County nahe der späteren Stadt St. Clairsville niederließen. Später kam dieses Gebiet zum zwischenzeitlich gegründeten Staat Ohio. Er arbeitete in der Landwirtschaft und im Transportwesen auf dem Ohio und dem Mississippi. Danach betätigte er sich in St. Clairsville im Handel. Gleichzeitig schlug er auch eine politische Laufbahn ein. Mitte der 1830er Jahre schloss er sich der damals gegründeten Whig Party an. Im Jahr 1830 sowie nochmals von 1833 bis 1834 saß er als Abgeordneter im Repräsentantenhaus von Ohio. Im Jahr 1831 war er beisitzender Richter am Berufungsgericht.
Bei den Kongresswahlen des Jahres 1836 wurde Alexander im elften Wahlbezirk von Ohio in das US-Repräsentantenhaus in Washington, D.C. gewählt, wo er am 4. März 1837 die Nachfolge von William Kennon antrat. Da er im Jahr 1838 nicht bestätigt wurde, konnte er bis zum 3. März 1839 nur eine Legislaturperiode im Kongress absolvieren. Nach seiner Zeit im US-Repräsentantenhaus nahm Alexander seiner früheren Tätigkeiten wieder auf. 1843 zog er nach Wheeling im heutigen West Virginia, wo er große Ländereien erwarb. Dort verbrachte er auch seinen Lebensabend. Er besaß auch noch beträchtliches Farmland in Illinois. James Alexander starb am 5. September 1846 während eines Besuchs bei seinem Sohn in McNabb. Er wurde in der Nähe von St. Clairsville beigesetzt.